# 博比·韦弗
博比·韦弗（英語：Bobby Weaver，1958年12月29日—），美国前男子摔跤运动员。他曾代表美国参加1984年夏季奥林匹克运动会摔跤比赛，获得男子自由式轻蝇量级金牌。